# Laureano Peláez Canellas
Laureano Peláez Canellas (Verín, província d'Ourense, 1879 - 1955) fou un advocat i polític gallec, pare del jurista Manuel Peláez Nieto. El 1917 dirigí el diari El Heraldo de Verín i fou un dels homes més rics de Verín. Durant la Segona República Espanyola va militar a la CEDA i fou elegit diputat per la província d'Ourense a les eleccions generals espanyoles de 1936.